# Wake Up! (John Legend & The Roots)
Wake Up! è un album realizzato in collaborazione tra il cantante R&B statunitense John Legend e il connazionale gruppo hip hop The Roots, pubblicato il 21 settembre 2010.
L'album è stato premiato ai Grammy Awards 2011 nella categoria Best R&B Album. Nella stessa occasione, i brani Shine e Hang on in There in esso contenuti si sono aggiudicato la statuetta rispettivamente come Best R&B Song e Best Traditional R&B Vocal Performance.

## Descrizione
L'album contiene le cover di diversi brani soul degli anni sessanta e settanta legati tra loro dalla tematica dell'impegno civile.
Secondo quanto dichiarato dagli stessi artisti, la spinta per la realizzazione dell'album è stata tratta soprattutto all'elezione nel 2008 di Barack Obama come Presidente degli Stati Uniti d'America.  A tal proposito, John Legend ha dichiarato:

## Tracce
1. Hard Times – 5:16 (Curtis Mayfield) – feat. Black Thought - Cover di Baby Huey & the Babysitters
2. Compared to What – 6:26 (Eugene McDaniels) – Cover di Les McCann e Eddie Harris
3. Wake Up Everybody – 4:26 (Victor Carstarphen, Gene McFadden, John Whitehead) – feat. Common & Melanie Fiona - Cover di Harold Melvin & the Blue Notes
4. Our Generation (The Hope of the World) – 3:15 (Leon Moore, Corey Penn) – feat. CL Smooth - Cover di Ernie Hines
5. Little Ghetto Boy (Prelude) (feat. Malik Yusef) – 1:58 (Owen Biddle, Kirk Douglass, James Poyser, Ahmir "?uestlove" Thompson, Malik Yusef)
6. Little Ghetto Boy – 5:26 (Earl DeRouen, Edward U. Howard) – feat. Black Thought - Cover di Donny Hathaway
7. Hang on in There – 7:15 (Mike James Kirkland) – Cover di Mike James Kirkland
8. Humanity (Love the Way It Should Be) – 3:49 (Lincoln Thompson) – Cover di Prince Lincoln Thompson and the Royal Rasses
9. Wholy Holy – 5:50 (Renaldo Benson, Al Cleveland, Marvin Gaye) – Cover di Marvin Gaye
10. I Can't Write Left Handed – 11:44 (Ray Jackson, Bill Withers) – Cover di Bill Withers
11. I Wish I Knew How It Would Feel to Be Free – 2:42 (Dick Dallas, Billy Taylor) – Cover di Nina Simone
12. Shine – 4:43 (John Stephens)

Tracce bonus della Deluxe edition
1. Shine (Waiting for "Superman" Version) – 4:29 (John Stephens)
2. Wake Up Everybody – 5:12 (Victor Carstarphen, Gene McFadden, John Whitehead) – Cover di Harold Melvin & the Blue Notes, live in studio feat. Black Thought

## Classifiche
| Classifica (2010) | Posizione massima |
| ----------------- | ----------------- |
| Australia         | 42                |
| Canada            | 16                |
| Belgio (Fiandre)  | 57                |
| Belgio (Vallonia) | 98                |
| Danimarca         | 38                |
| Francia           | 95                |
| Germania          | 69                |
| Grecia            | 52                |
| Italia            | 27                |
| Paesi Bassi       | 6                 |
| Regno Unito       | 26                |
| Stati Uniti       | 8                 |
| Svizzera          | 15                |
| Svezia            | 29                |